# Условные тактические знаки НАТО
Усло́вные такти́ческие зна́ки НАТО (англ. NATO Joint Military Symbology) являются стандартом НАТО для военных картографических символов. Первоначально опубликованный в 1986 году как Allied Procedural Publication 6 (APP-6), «Военные символы НАТО для наземных систем», стандарт развивался на протяжении многих лет и в настоящее время находится в своей пятой версии (APP-6D). Символы разработаны для повышения оперативной совместимости объединённых сил НАТО путем предоставления стандартного набора общих символов. APP-6 представляет собой единую систему совместной военной символики для соединений и частей наземного, воздушного, космического и морского базирования, которая может отображаться как в автоматизированных системах отображения карт, так и для ручной маркировки карт. Она охватывает все объединённые службы и может использоваться ими.

## История
Первые основные военные картографические обозначения начали использоваться западными армиями в течение десятилетий после окончания Наполеоновских войн. Во время Первой мировой войны произошла определённая гармонизация между британской и французской системами, включая принятие красного цвета для вражеских войск и синего для союзников; британцы ранее использовали красный цвет для дружественных войск из-за традиционных красных мундиров британских солдат. Однако используемая в настоящее время система в целом основана на системе, разработанной инженерным корпусом армии США в 1917 году. Считается, что пехотный символ — сальтир в прямоугольнике — символизирует скрещённые пояса пехотинцев, а единая диагональная линия для кавалерии — пояс с саблей. С образованием НАТО в 1949 году система армии США была стандартизирована и адаптирована, с различными формами для дружественных (синий прямоугольник), враждебных (красный ромб) и неизвестных (желтый четырёхлистник) сил.
APP-6A была введена в действие в декабре 1999 года. Соглашение НАТО о стандартизации, которое распространяется на APP-6A, — это STANAG 2019 (издание 4), обнародованное в декабре 2000 года. APP-6A заменил APP-6 (последняя версия, июль 1986 года), который был введён в действие в ноябре 1984 года (издание 3 STANAG 2019 охватывало APP-6), и в свою очередь был заменён Объединённой военной азбукой APP-6(B) (APP-6B) в 2008 году (издание 5 STANAG 2019, июнь 2008 года) и Объединённой военной азбукой НАТО APP-6(C) (APP-6C) в 2011 году (издание 6 STANAG 2019, май 2011 года).
В настоящее время США являются хранителями APP-6A, который эквивалентен MIL-STD-2525A.